# Cyrtodactylus nepalensis
Espèce
Synonymes
- Gonydactylus nepalensis 
Schleich & Kästle, 1998

Cyrtodactylus nepalensis est une espèce de geckos de la famille des Gekkonidae.

## Répartition
Cette espèce est endémique du district d'Ilam au Népal.

## Description
C'est un gecko insectivore, nocturne et terrestre.

## Étymologie
Son nom d'espèce, composé de nepal et du suffixe latin -ensis, « qui vit dans, qui habite », lui a été donné en référence au lieu de sa découverte.

## Publication originale
- Schleich & Kästle, 1998 : Description of Gonydactylus nepalensis spec. nov. from the Inner Terai of far west Nepal (Reptilia: Sauria: Gekkonidae). Contributions to the herpetology of south-Asia (Nepal, India), Fuhlrott-Museum, Wuppertal, p. 269-280.